# كأس ليختنشتاين 2010–11
كأس ليختنشتاين 2010–11 هو الموسم 66 من كأس ليختنشتاين. أقيم خلال الفترة 17 أغسطس 2010 وحتى 25 أبريل 2011، وأشرف على تنظيمه اتحاد ليختنشتاين لكرة القدم، وكان عدد الأندية المشاركة فيه 17، وفاز فيه نادي فادوتس.